# Jan Neff

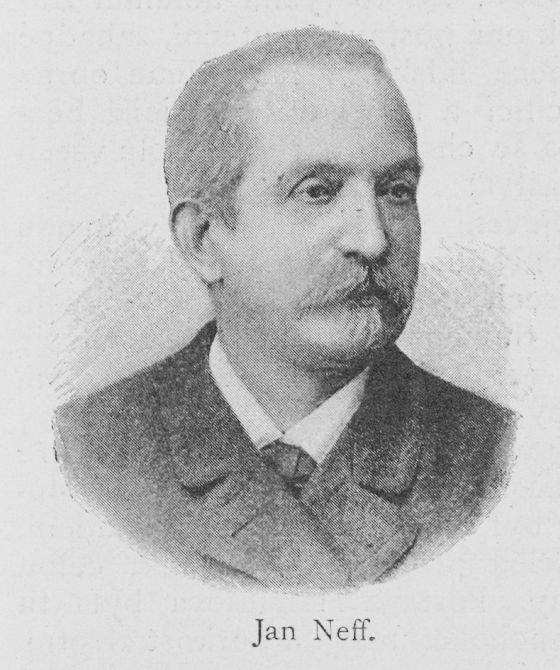
Jan Neff (1892)

Jan Neff (* 6. Mai 1832 in Lipník nad Bečvou (deutsch Leipnik); † 26. August 1905 ebenda) war ein tschechischer Händler und Mäzen.
Nach dem Besuch der Schule der Piaristen schickten ihn seine Eltern mit zwölf Jahren zur Lehre nach Wien. Dort besuchte er auch die Abendschule und lernte Fremdsprachen.
Er war in böhmischen Nationalvereinigungen tätig. 1863 eröffnete er in Prag ein Handelsgeschäft mit Kunstgegenständen, welches er später um ein breites Sortiment ergänzte. Daraus finanzierte er patriotisch Vereine, wie Sokol, Hlahol, Radhošť, Umělecká beseda, Matice česká und andere. Seine Freizeit verbrachte er mit seiner Familie und Persönlichkeiten des öffentlichen und politischen Lebens.
Er unterstützte daneben auch Künstler wie Antonín Dvořák und stellte Stipendien für begabte Künstler zur Verfügung.
In seiner Heimatstadt gründete er aus eigenem Vermögen eine Realschule. Er beteiligte sich auch finanziell an dem Bau der ersten kaufmännischen Schule in Brünn.
Sein Lebenswerk beschrieb sein Enkelsohn Vladimír Neff in einem Buch.